# Juan Gasparini
Juan Gasparini (nascut a Azul, Argentina, el 30 d'abril del 1949) és un periodista i escriptor argentí, resident des del 1980 a Ginebra i acreditat a la seu de les Nacions Unides per la Confederació Helvètica.
Està diplomat en periodisme a la Universitat de Friburg (1985) i doctorat en Sociologia per la Universitat de Ginebra (1988). S'integra a l'organització no governamental (ONG) Nuevos Derechos del Hombre (NDH) i és membre del sindicat de periodistes Impressum.
Ha treballat o col·laborat en els mitjans argentins El Porteño, Clarín, Página/12, Perfil i la Revista Veintitrés. D'altres països ha publicat a CNN en espanyol (Estats Units), Contrapunto (El Salvador), El Periódico de Catalunya, Tiempo (Madrid), Brecha (Montevideo), Quehacer (Lima), Proceso (Mèxic), El Tiempo (Colòmbia), La Nación (Xile), Radio France Internationale (França), Agence France Press (Ginebra), V. O. Réalités (Ginebra), Le Courrier (Ginebra), Tribune de Genève (Ginebra) i Infosud i Le Temps (Suissa).

## Llibres
- Manuscrito de un desaparecido en la ESMA. El libro de Jorge Caffatti (2006) Buenos Aires: Norma ISBN 987-545-378-1
- El pacto Menem+Kirchner, (Suiza y los secretos del dinero negro de la política y los negocios) (2009) Buenos Aires: Sudamericana ISBN 978-950-07-3051-8
- López Rega. La fuga del Brujo. Ed. Norma, Bs. As., (2011). 2a edición, ampliada. ISBN 978-987-545-291-6
- Las Bóvedas suizas del Kirchnerismo. (2013) Ed. Sudamericana, Buenos Aires, Argentina. ISBN 978-950-074-522-2.